# Жівіз'є
Жівіз'є (фр. Givisiez) — громада  в Швейцарії в кантоні Фрібур, округ Сарін.

## Географія
Громада розташована на відстані близько 29 км на південний захід від Берна, 3 км на північний захід від Фрібура.
Жівіз'є має площу 3,5 км², з яких на 40,3% дозволяється будівництво (житлове та будівництво доріг), 34,3% використовуються в сільськогосподарських цілях, 23,6% зайнято лісами, 1,7% не є продуктивними (річки, льодовики або гори).

## Демографія
2019 року в громаді мешкало 3177 осіб (+5,5% порівняно з 2010 роком), іноземців було 36,5%. Густота населення становила 918 осіб/км².
За віковим діапазоном населення розподілялося таким чином: 23,6% — особи молодші 20 років, 65% — особи у віці 20—64 років, 11,3% — особи у віці 65 років та старші. Було 1257 помешкань (у середньому 2,4 особи в помешканні).
Із загальної кількості 4933 працюючих 5 було зайнятих в первинному секторі, 916 — в обробній промисловості, 4012 — в галузі послуг.